# Sakonnet River rail bridge
Ne doit pas être confondu avec Sakonnet River Bridge.
Le Sakonnet River rail bridge était un pont tournant ferroviaire situé dans l'état du Rhode Island aux États-Unis.

## Histoire
Inauguré en 1899, il traversait la Sakonnet River, bras de mer qui sépare l'île Aquidneck à son extrémité Nord-Est du continent, et reliait la ville de Portsmouth à celle de Tiverton.

Il a été fermé à la circulation en 1980 après avoir été endommagé par un train en surpoids chargé de matériel militaire. Le pont tournant fut ensuite laissé en position ouverte pour faciliter la navigation maritime, jusqu'à ce qu'il soit percuté par une barge en 1988.
Il est dynamité le 9 février 2007.